# 下牧パーキングエリア
下牧パーキングエリア（しももくパーキングエリア）は、群馬県利根郡みなかみ町下牧にある、関越自動車道のパーキングエリア。

## 道路
- E17 関越自動車道

## 施設

### 上り線（東京方面）
- 駐車場
  - 大型7台
  - 小型16台
- トイレ
  - 男性 大2（和式1・洋式4）・小5
  - 女性 5（和式1・洋式4）
  - 車椅子用 1
- 自動販売機

### 下り線（長岡方面）
- 駐車場
  - 大型11台
  - 小型161台
- トイレ
  - 男性 大3（和式1・洋式2）・小10
  - 女性 10（和式2・洋式8）
  - 車椅子用 1
- 自動販売機

- PA脇の本線に「関越トンネル10km先」の標識がある。

## 隣
E17 関越自動車道
(14)月夜野IC - 下牧PA - (15)水上IC